# Француске краљице (филм)
„Француске краљице” је југословенски ТВ филм из 1965. године. Режирао га је Миша Мирковић а сценарио је написан по делу Торнтона Вајлдера.

## Улоге
| Глумац                 | Улога |
| ---------------------- | ----- |
| Драгомир Бојанић Гидра |       |
| Рахела Ферари          |       |
| Ксенија Јовановић      |       |
| Олга Спиридоновић      |       |